# Коллиндж, Росс
Росс Хаунселл Коллиндж (англ. Ross Hounsell Collinge; род. 21 ноября 1944, Лоуэр-Хатт, Веллингтон) — новозеландский гребец, выступавший за сборную Новой Зеландии по академической гребле в конце 1960-х — середине 1970-х годов. Чемпион летних Олимпийских игр в Мехико, серебряный призёр Олимпийских игр в Мюнхене, обладатель бронзовой медали чемпионата мира, победитель и призёр многих регат национального значения.

## Биография
Росс Коллиндж родился 21 ноября 1944 года в городе Лоуэр-Хатт, Новая Зеландия.
Проходил подготовку в клубе Hutt Valley Rowing Club.
Впервые заявил о себе в академической гребле в 1967 году, выиграв национальное первенство Новой Зеландии в зачёте распашных рулевых четвёрок.
Наивысшего успеха в своей спортивной карьере добился в сезоне 1968 года, когда вошёл в основной состав новозеландской национальной сборной и благодаря череде удачных выступлений удостоился права защищать честь страны на летних Олимпийских играх в Мехико. В составе четырёхместного экипажа, куда также вошли гребцы Дик Джойс, Дадли Стори, Уоррен Коул и рулевой Саймон Дики, обошёл всех соперников в финале и тем самым завоевал золотую олимпийскую медаль.
В 1971 году выступил на чемпионате Европы в Копенгагене, где в зачёте рулевых четвёрок стал четвёртым.
Находясь в числе лидеров гребной команды Новой Зеландии, благополучно прошёл отбор на Олимпийские игры 1972 года в Мюнхене. На сей раз стартовал в безрульных четвёрках — совместно с Диком Тонксом, Дадли Стори и Ноуэлом Миллсом в финале пришёл к финишу вторым позади команды из Восточной Германии, добавив в послужной список серебряную олимпийскую медаль.
После мюнхенской Олимпиады Коллиндж остался в составе новозеландской национальной сборной и продолжил принимать участие в крупнейших международных регатах. Так, в 1975 году он побывал на чемпионате мира в Ноттингеме, откуда привёз награду бронзового достоинства, выигранную в восьмёрках — в финале уступил только командам из ГДР и СССР.
В течение своей спортивной карьеры Коллиндж в общей сложности пять раз выигрывал новозеландское национальное первенство в различных гребных дисциплинах.
Окончил Петонский технический колледж по химической специальности и впоследствии сделал достаточно успешную карьеру в фармацевтике. Женат, есть двое детей.
За выдающиеся спортивные достижения в 1990 году был введён в Зал славы спорта Новой Зеландии.